# Cyclocheilon
Cyclocheilon es un género plantas fanerógamas perteneciente a la familia Scrophulariaceae. Ahora clasificada dentro de la familia Orobanchaceae. Comprende  5 especies descritas y de estas, solo 3 aceptadas.

## Taxonomía
El género fue descrito por Daniel Oliver y publicado en Bulletin of Miscellaneous Information Kew 1895: 222. 1895.    La especie tipo es: Cyclocheilon somaliense Oliv.

## Especies aceptadas
A continuación se brinda un listado de las especies del género Cyclocheilon  aceptadas hasta mayo de 2014, ordenadas alfabéticamente. Para cada una se indica el nombre binomial seguido del autor, abreviado según las convenciones y usos: 
- Cyclocheilon kelleri Engl.
- Cyclocheilon physocalyx Chiov.
- Cyclocheilon somaliense Oliv.